# Кенты (гмина)
Кенты (пол. Kęty) — городско-сельская гмина (волость) в Польше, входит как административная единица в Освенцимский повет, Малопольское воеводство. Население — 33 820 человек (на 2006 год).

## Демография
| Перепись                       | Всего   | Всего | Женщины | Женщины | Мужчины | Мужчины |
| ------------------------------ | ------- | ----- | ------- | ------- | ------- | ------- |
| Единицы                        | человек | %     | человек | %       | человек | %       |
| Население                      | 33 448  | 100   | 17 048  | 51      | 16 400  | 49      |
| Плотность населения (чел./км²) | 441,3   | 441,3 | 224,9   | 224,9   | 216,4   | 216,4   |

## Соседние гмины
1. Гмина Андрыхув
2. Гмина Бжеще
3. Гмина Козы
4. Гмина Осек
5. Освенцим
6. Гмина Поромбка
7. Гмина Вепш
8. Гмина Вилямовице